# Contea di Sullivan (Indiana)
La contea di Sullivan (in inglese Sullivan County) è una contea dello Stato dell'Indiana, negli Stati Uniti. La popolazione al censimento del 2010 era di 21 475 abitanti. Il capoluogo di contea è Sullivan.